# Vive le rock
Vive le rock è il terzo album discografico da solista del cantante Adam Ant, già frontman degli Adam and the Ants. Il disco è uscito nel 1985.

## Tracce
1. Vive le rock - 3:39
2. Miss Thing - 3:08
3. Razor Keen - 3:49
4. Rip Down - 3:23
5. Scorpio Rising - 4:04
6. Apollo 9 - 3:22
7. Hell's Eight Acres - 3:51
8. Mohair Lockeroom Pin-Up Boys - 3:14
9. No Zap - 3:14
10. P.O.E. - 3:24
11. Apollo 9 (Acapella Reprise) - 1:32
12. Human Bondage Den (Bonus track)

## Formazione
- Adam Ant - voce, piano
- Marco Pirroni - chitarre
- Chris Constantinou - basso, voce
- "Count" Bogdan Wiczling - batteria, percussioni